# دونكاستر الشمالية (دائرة انتخابية في المملكة المتحدة)
دونكاستر الشمالية  (بالإنجليزية: Doncaster North)‏ هي إحدى الدوائر الانتخابية في المملكة المتحدة الممثلة في مجلس العموم في برلمان المملكة المتحدة.
عضو البرلمان الذي يمثلها حالياً هو :Rt Hon Edward Miliband (Lab).